# Иванаево (Дюртюлинский район)
Иванаево (баш. Иванай) — село в Дюртюлинском районе Республики Башкортостан Российской Федерации. Административный центр Такарликовского сельсовета. Согласно переписи 2020 года население составляло 1637 человек.
В селе располагается ФКУ «СИЗО № 5 Управления ФСИН России по Республике Башкортостан».

## География
Расположен у западной окраины города Дюртюли.

### Географическое положение
Расстояние до:
- районного центра (Дюртюли): 3 км,
- ближайшей ж/д станции (Буздяк): 122 км.

## История
В 1971 году из Стерлитамака в село переведено ИТК-15. В 1988 году преобразована в ЛТП № 3 для хронических алкоголиков-мужчин, ранее отбывавших наказание в местах лишения свободы. Перепрофилирована в СИЗО в 1992 году.

## Население
| 2002 | 2009  | 2010  | 2010  |
| ---- | ----- | ----- | ----- |
| 1356 | ↗1629 | ↘1584 | →1584 |

Согласно переписи 2002 года, преобладающие национальности — татары (68 %), башкиры (29 %).

## Религия
В селе есть мечеть.